# Гейзерная кофеварка
Гейзерная кофеварка, мо́ка (итал. la moka) — тип кофеварки, в которой горячая вода, вытесняемая давлением пара, поднимается из нижнего резервуара в верхний через отделение с молотым кофе.
Каждая гейзерная кофеварка рассчитана на приготовление определённого количества чашек кофе. При объёме чашки около 40 мл их может быть от 1 до 18. Примерная масса кофе среднего помола, помещающаяся в чашу воронки-фильтра без уплотнения:
| Размер кофеварки по количеству чашек | 1  | 2  |
| Масса молотого кофе, г               | 7  | 11 |
| Максимальный объём напитка, мл       | 40 | 80 |

## История
Принцип приготовления кофе, использующийся в гейзерной кофеварке, был изобретён в 1833 году англичанином Самюэлем Паркером. В 1933 году итальянский промышленник Альфонсо Биалетти (1888—1970) запатентовал гейзерную кофеварку под названием «Мока экспресс» и наладил её массовое производство. Изготавливалась она из алюминия и имела характерный запоминающийся угловатый дизайн — всё это стало традиционными особенностями подобных кофеварок. После Второй мировой войны (1939—1945) способ приготовления кофе в моке обрёл популярность. Широкое распространение мока получила на своей родине в Италии.

## Конструкция
Мока состоит из трёх основных частей: нижнего резервуара, воронки-фильтра и верхнего резервуара.
Нижний резервуар — это основание кофеварки, наполняемое водой и устанавливаемое на источник нагрева (плиту), или под дном которого находится ТЭН, как у электрочайника (если это электрическая кофеварка). В боковой стенке резервуара находится предохранительный клапан для аварийного выпуска пара в случае, если его давление превысит допустимое значение.
Воронка-фильтр служит вместилищем для молотого кофе. Над конусообразным дном воронки располагается встроенная пластинка фильтра-рассекателя воды, которая образует дно чаши, в которую насыпается кофе. Воронка устанавливается в горлышко нижнего резервуара, её носик (трубка) находится на расстоянии примерно 3—6 мм от дна резервуара. Во время приготовления кофе горячая вода поднимается через носик, рассекается фильтром и попадает в чашу с молотым кофе.
Верхний резервуар является накопителем готового кофе. Его основание представляет собой воронку, перевёрнутую носиком вверх. Под входным отверстием воронки находится съёмная пластинка фильтра, не дающая частичкам кофе попасть в готовый напиток. Фильтр удерживается кольцеобразной прокладкой. Итак, при выходе из чаши с молотым кофе напиток отфильтровывается, попадает в воронку и через её носик изливается в верхний резервуар.
Резервуары соединяются между собой резьбовым способом: основание верхнего резервуара прикручивается к горлышку нижнего. Во время их соединения съёмный фильтр закрывает чашу воронки-фильтра — образуется отделение с молотым кофе, ограниченное дырчатыми металлическими пластинами. Прокладка зажимается и герметизирует стык между горлышком нижнего резервуара и чашей воронки-фильтра (для удержания давления пара), а также герметизирует соединение чаши воронки-фильтра со съёмным фильтром.

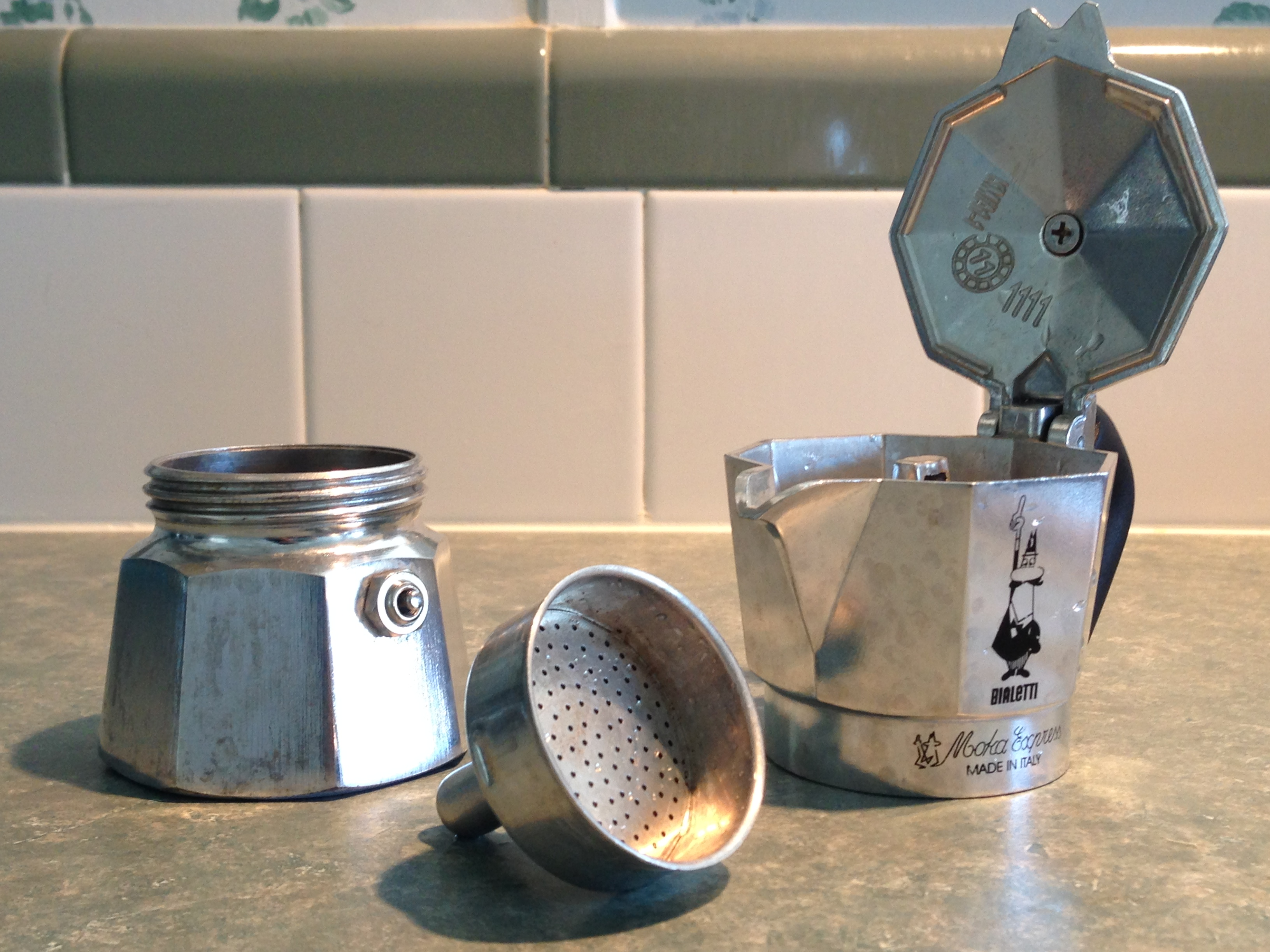
Нижний резервуар, воронка-фильтр и верхний резервуар
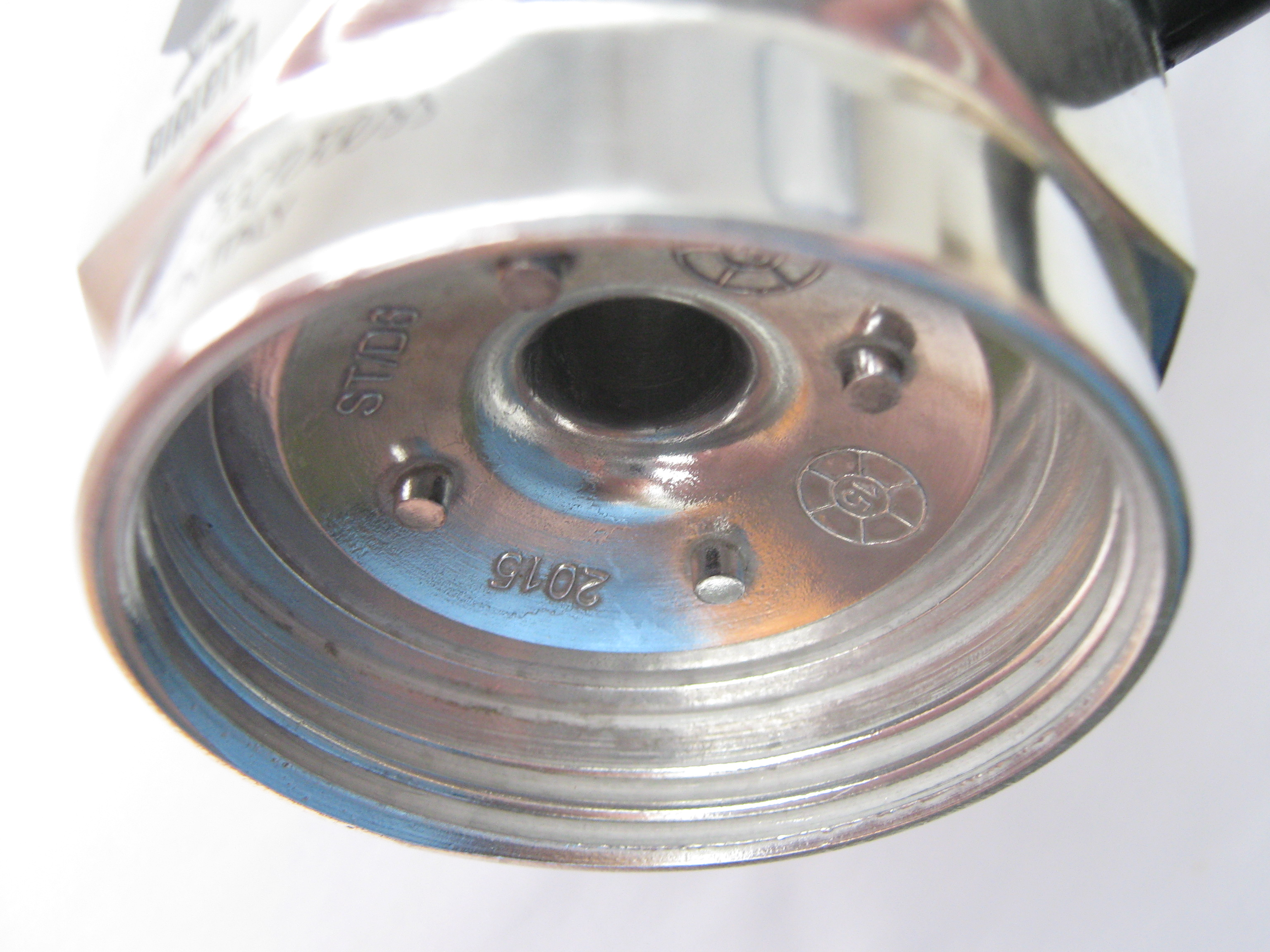
Основание верхнего резервуара
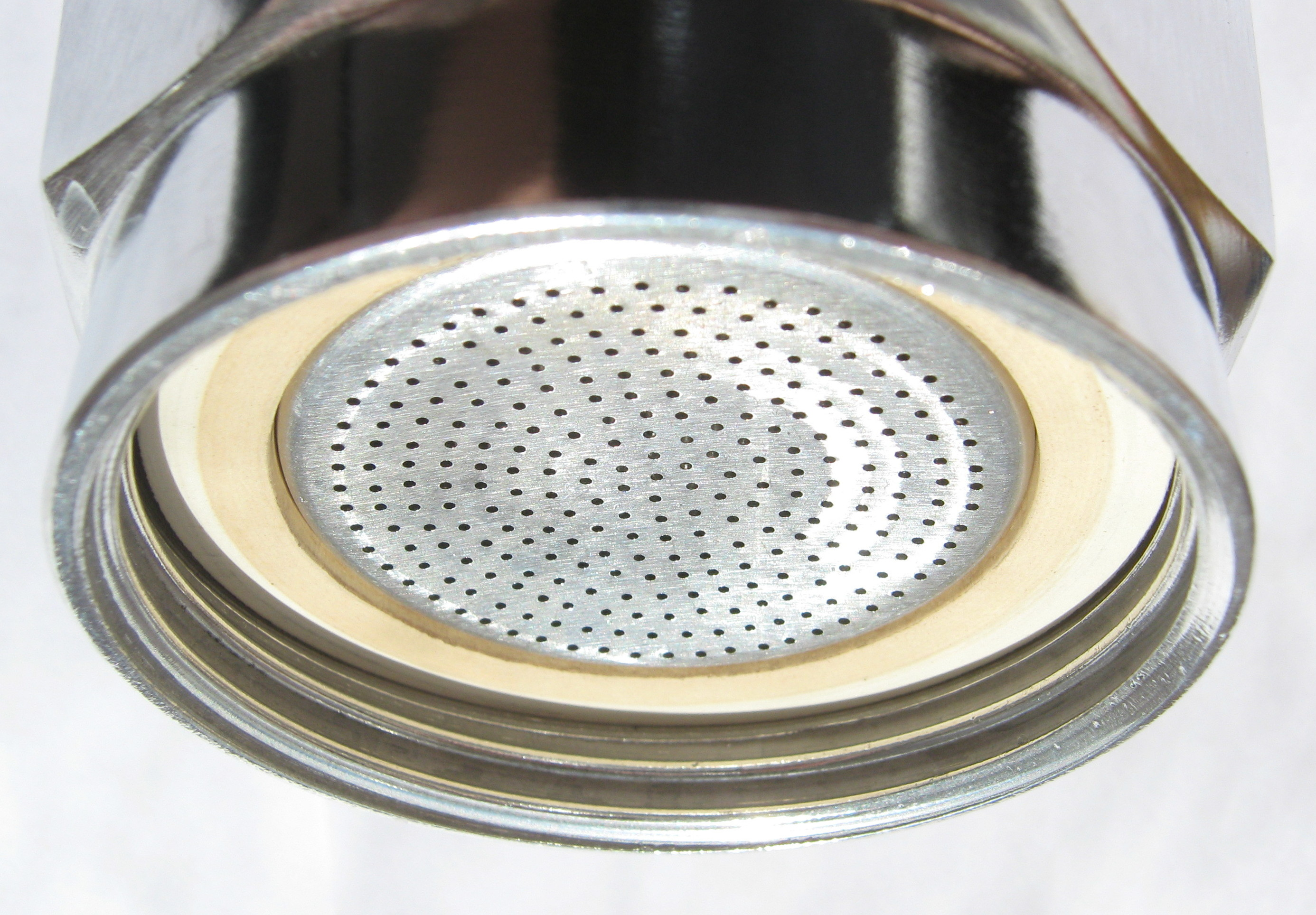
Съёмный фильтр и уплотнительное кольцо верхнего резервуара
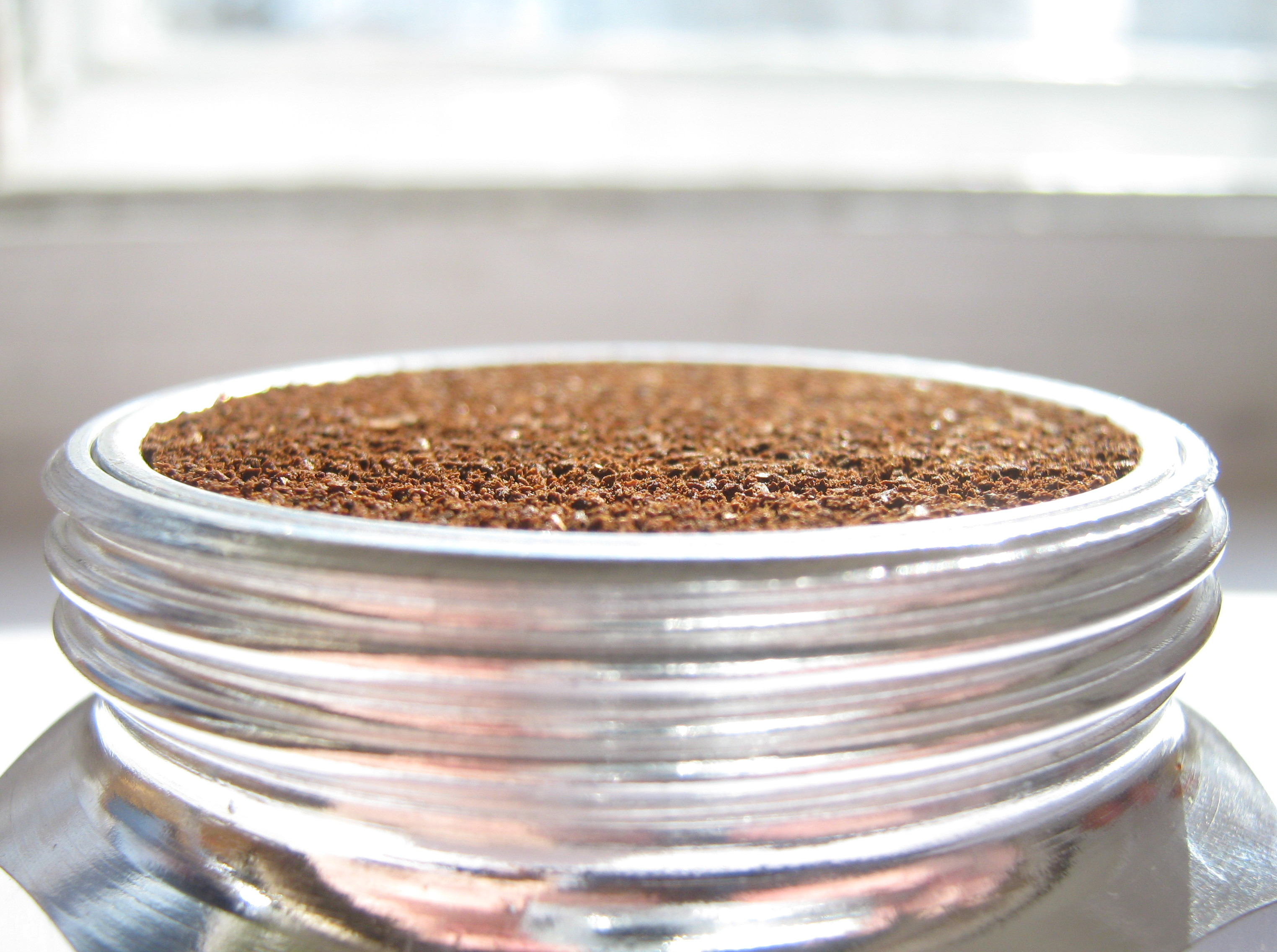
Наполненная чаша воронки-фильтра, установленная в горлышко нижнего резервуара
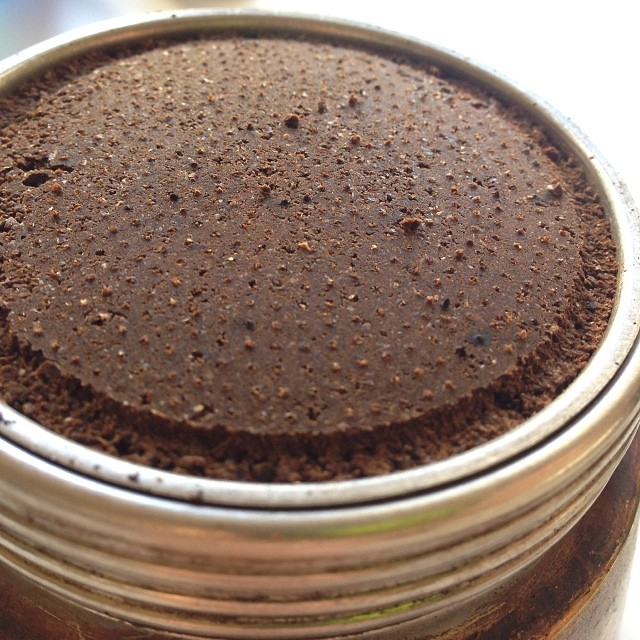
После экстракции

## Приготовление кофе

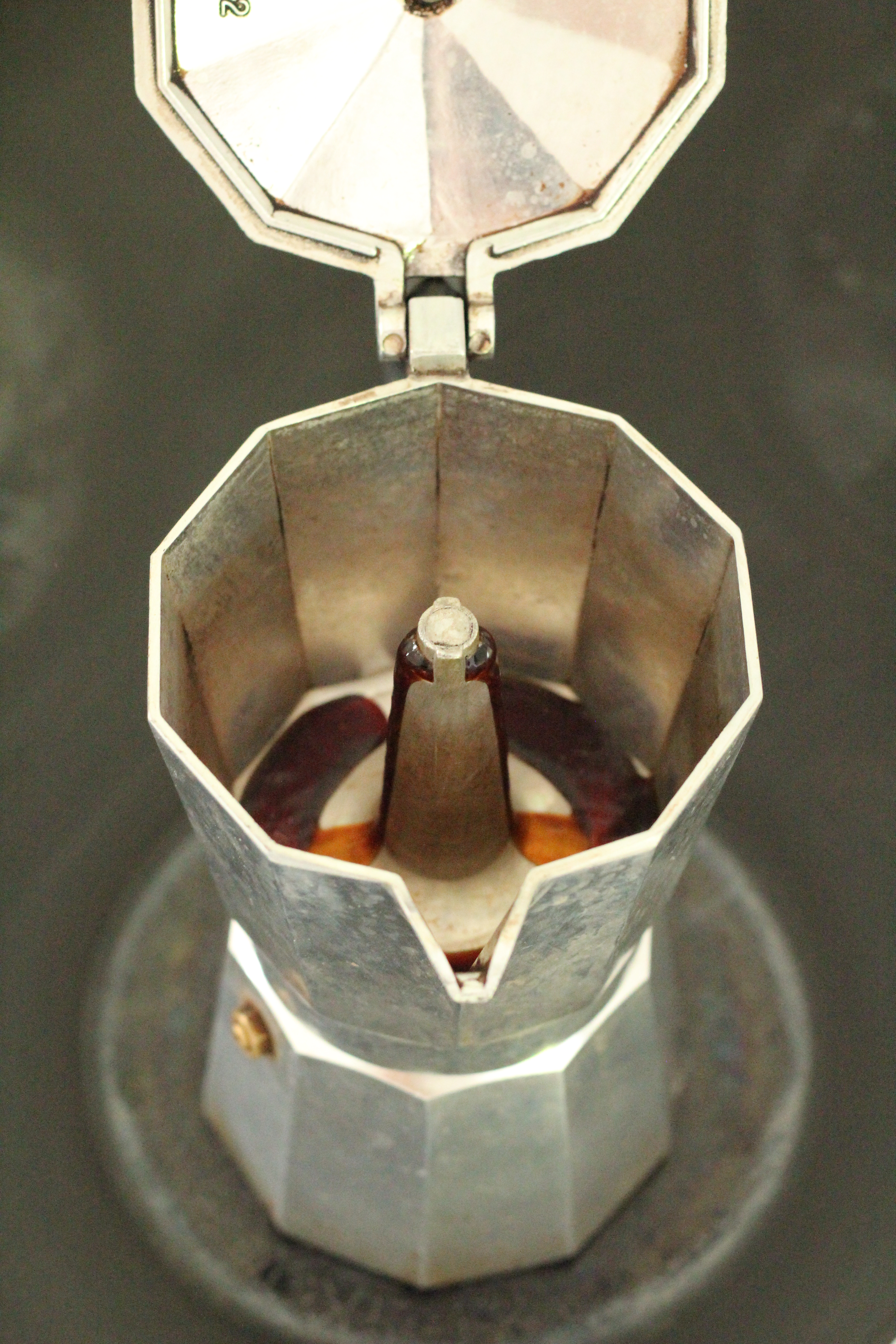
Начало поступления напитка в верхний резервуар

### Степень помола
Кофе используют среднего или чуть мельче среднего помола, но не самого мелкого, который предназначен для турки. Помол кофе для гейзерной кофеварки немного крупнее помола для кофеварки эспрессо. Для кофеварок больших объёмов рекомендуется использовать более крупный помол, чтобы избежать излишней экстракции напитка в результате прохождения через кофейный порошок большого количества воды.

### Процесс
В нижний резервуар наливают воду, уровень которой не должен быть выше предохранительного клапана. Воронку-фильтр до краёв наполняют молотым кофе и вставляют в горлышко нижнего резервуара. Верхний резервуар прикручивают к нижнему и кофеварку устанавливают на плиту.
При нагревании воды в герметичном нижнем резервуаре образуется пар, который оказывает избыточное давление (выше атмосферного) на воду. В воронке-фильтре давление нормальное (атмосферное), поэтому вода поднимается вверх в отделение с молотым кофе. Просачиваясь через кофейные частички, она экстрагирует из них растворимые вещества. Вода равномерно проходит через толщу (цилиндр) кофейного порошка почти так же, как это происходит в портафильтре кофеварки эспрессо. Готовый кофе выталкивается далее вверх и попадает в верхний резервуар. Напиток должен поступать в него медленно, стекая по наружной стенке носика воронки. Кофеварку снимают с плиты до того момента, когда жидкость светлого цвета начнёт выходить из носика бьющей струёй и с большим количеством пузырьков пара.